# إسحاق غالفيث
إسحاق غالفيث لوبيث (بالإسبانية: Isaac Gálvez López، ولد في 20 مايو 1975، فيانويفا إي خيلترو، برشلونة، إسبانيا - توفي في 26 نوفمبر 2006) دراج إسباني.
حاز على ميداليتين ذهبيتين في بطولات العالم للدراجات الهوائية على المضمار.

## إنجازاته

### بطولة العالم للدراجات الهوائية على المضمار
- 1999 برلين  ألمانيا:  ميدالية ذهبية في سباق ماديسون (Madison).
- 2000 مانشستر  المملكة المتحدة:  ميدالية فضية في سباق ماديسون (Madison).
- 2001 أنتويرب  بلجيكا:  ميدالية فضية في سباق ماديسون (Madison).
- 2006 بوردو  فرنسا:  ميدالية ذهبية في سباق ماديسون (Madison).

## روابط خارجية
- إسحاق غالفيث على موقع الاتحاد الدولي للدراجات (الإنجليزية)
- إسحاق غالفيث على موقع أرشيف الدراجات (الإنجليزية)
- إسحاق غالفيث على موقع إحصائيات الدراجات الإحترافية (الإنجليزية)
- إسحاق غالفيث على موقع نسبة الدراجات (الإنجليزية)
- إسحاق غالفيث على موقع اللجنة الأولمبية الدولية (الإنجليزية)
- إسحاق غالفيث على موقع أوليمبيديا (الإنجليزية)
- إسحاق غالفيث على موقع اللجنة الأولمبية الإسبانية (الإسبانية)